# جاك فورنير (لاعب كرة قاعدة)
جاك فورنير (بالإنجليزية: Jack Fournier)‏ هو لاعب كرة قاعدة أمريكي، ولد في 28 سبتمبر 1889 في إيه يو سابل في الولايات المتحدة، وتوفي في 5 سبتمبر 1973 في تاكوما في الولايات المتحدة.

## وصلات خارجية
- جاك فورنير على موقعبيزبول رفرنس.كوم (الدوري الرئيسي) (الإنجليزية)
- جاك فورنير على موقعبيزبول رفرنس.كوم (الدوري الثانوي) (الإنجليزية)
- جاك فورنير على موقع جمعية أبحاث البيسبول الأمريكية (الإنجليزية)